# Hongkongia wuae
Hongkongia wuae är en spindelart som beskrevs av Song och Zhu 1998. Hongkongia wuae ingår i släktet Hongkongia och familjen plattbuksspindlar. Inga underarter finns listade i Catalogue of Life.